# Черепково (Москва)
Черепково — бывшая деревня в России, вошедшая в 1960 году в состав Москвы. Как поселение продолжала существовать до конца 1970-х годов и была снесена при подготовке Москвы к Олимпиаде-1980.

## Историческое расположение
Деревня находилась на западе Москвы в районе Кунцево.
Ныне на её месте расположен Национальный медицинский исследовательский центр кардиологии имени Е. И. Чазова и проходит улица Академика Чазова, бывшая 3-я Черепковская улица. 1-я, 2-я и 4-я Черепковские улицы не сохранились.

## История
Вначале здесь находилась деревня Черевково. В конце XVI века здесь расположился князь Борис Михайлович Лыков.
Борис Лыков принадлежал княжеской семье Оболенских. В 1590-е года при царе Фёдоре Ивановиче пошёл на службу. Он занимался приёмом заграничных послов. В 1602 году Лыкова высылают из Москвы на место воеводы в Белгород. Мнения по поводу причины разнятся. Одни считают, потому что он не поладил с князем Дмитрием Михайловичем Пожарским. По другой точки зрения, Борис Михайлович женат на сестре патриарха Филарета, в то время Фёдор Никитич Романов. Филарет сильно враждовал с Борисом Годуновым. В 1605 году на юге России начал свою деятельность Лжедмитрий I. Борис Лыков перешёл на его сторону. Через некоторое время Лжедмитрий занял Москву. После этого Лыков возведён в статус «Великий кравчег». В апреле 1606 года возведён в бояры. Лыков сражался с Болотниковым при царе Василии Шуйском. Когда пришёл Лжедмитрий II, он не перешёл на его сторону в Тушино. Василий Шуйский, благодарный ему за это, подарил боярину воотчину — деревню Черевково «за его службу из прежнего его же поместья». В конце июля 1610 года Шуйских свергли, власть стала в руках Боярской думы, в которую вошёл Лыков.
В деревне князь возвёл храм во имя Живоначальной Троицы, которая раньше находилась в Троицком. Село Троицкое находилась в две версты на юг от деревни, на границе леса, сейчас Серебряный Бор. Позднее переимненовал деревню Черевково в село Новое Троицкое. Затем назвал её Троице-Лыково. Деревню Черевково же он перевёл в село Троицкое. Затем переименово в Черепково. В деревне Черепково и деревне Лукино находилось 47 крестьянских дворов. В них жило 118 людей. В 1646 году Борич Лыков умер и все его владения перешли к государству в Дворцовое ведомство.
1 сентября 1690 года Пётр I отдал село Троицкое и деревни: Черепково, Рублёво, Лукино — дяде Мартемьяну Кирилловичу Нарышкину. Когда он умер, Пётр I в январе 1698 года отдал владение боярину Льву Кирилловичу Нарышкину и своей бабушке Анне Леонтьевне. Когда Лев Кириллович помер, владения разделили его дети.
В 1930-года в деревне построены Черепковские очистные сооружения, к которым вела подъездная железнодорожная ветка. В 1960 году деревня включена в состав Москвы.